# Ernest Holmes
Ernest Shurtleff Holmes (1887. január 21. – 1960. április 7.) amerikai filozófus, Új Gondolat-író, a vallástudomány  néven ismertté vált spirituális mozgalom alapítója.

## Élete
1887-ben született az amerikai Maine államban, egy szegény családban. 1908 és 1910 között egy boltban dolgozott. Ekkor ismerkedhetett meg Mary Baker Eddy Science and Health című művével, valamint a keresztény tudománnyal.
1912-ben meglátogatta testvérét Kaliforniában. Ott együtt tanulmányozták Thomas Troward, Ralph Waldo Emerson, William Walker Atkinson és Christian D. Larson írásait.

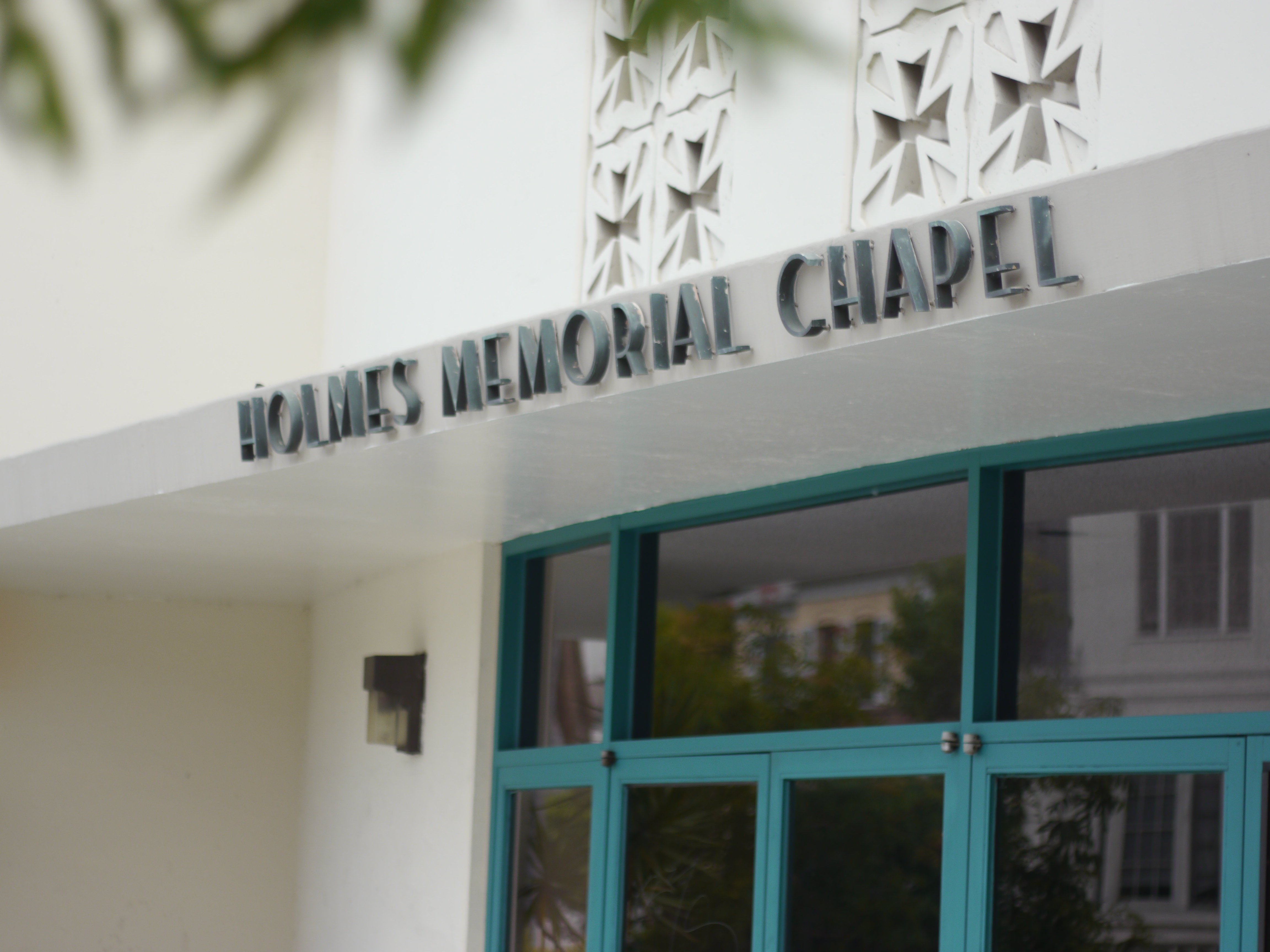
Holmes emlékkápolna az Alapítók Templomában Los Angelesben

Városszerte kis privát találkozókat vezetett. majd 1916-ban meghívták, hogy beszéljen a Los Angeles-i Metafizikai Könyvtárban. Ezután országos körútra indult. 1919-ben kiadta első könyvét, a The Creative Mind-t (Kreatív elme), majd 1926-ban fő munkáját, a The Science of Mind-et (Az elme tudománya), amely Jézus Krisztus tanításaira, a Bibliára [6] és Buddhára hivatkozik.
A vallástudomány mozgalma a The Science of Mind 1926-os kiadásával jött létre, amelyben Holmes kijelentette: "A vallástudomány a tudomány törvényeinek, a filozófiai véleményeknek és a vallás kinyilatkoztatásainak összefüggése, amelyet az emberi szükségletekre és az ember törekvéseire alkalmaznak." A vallástudományi mozgalom egy olyan panenteista világnézetet hirdet, amelyben minden és mindenki egy isteni intelligencia közvetlen kifejeződése és része.
Los Angelesben megalapította a Vallástudományi Intézetet és Filozófiai Iskolát (Institute for Religious Science and School of Philosophy), lefektetve a későbbi Vallástudományi Egyház (Church of Religious Science) alapjait.

## Bibliográfia
- Creative Mind; a series of talks on mental and spiritual law delivered at the Metaphysical Institute, Los Angeles, California, in the year nineteen hundred eighteen. New York: R.M. McBride & Co. (1919)
- Creative Mind and Success. 1922.
- The Science of Mind; a complete course of lessons in the science of mind and spirit. New York: R.M. McBride & Co. (1922)
- This Thing Called You. Los Angeles: Tarcher. 2007.
- Living the Science of Mind. Camarillo, California: DeVorss & Company. 1991.
- The Hidden Power of the Bible. Los Angeles: Tarcher. 2006. (Originally published in 1926 as The Bible in Light of Science of Mind.)
- 365 Science of Mind: A Year of Daily Wisdom from Ernest Holmes. Los Angeles: Tarcher. 2007.
- How to Change Your Life: An Inspirational, Life-Changing Classic from the Ernest Holmes Library. Deerfield Beach, Florida: HCI. 1999.
- Prayer: How to Pray Effectively. Los Angeles: Tarcher. 2007
- Love and Law. Los Angeles: Tarcher. 2004